# Yamaha AN1x
De Yamaha AN1x is een synthesizer die door Yamaha van 1997 tot 1998 werd gemaakt. De AN1x is een DSP-gebaseerde virtueel analoge synthesizer, en werd op de markt gebracht als een "analog physical modelling synthesizer".

## Beschrijving
De AN1x gebruikt dezelfde behuizing als de Yamaha CS1x en CS2x met de schuine hoek. Laatstgenoemde synthesizers gebruiken een op samples gebaseerde klankopwekking, de AN1x gebruikt een virtueel analoge techniek als klankopwekking. Dit is een manier van synthetiseren van geluid waarbij de functionaliteit en klanken van 'klassieke' analoge elektronische synthesizers zo getrouw mogelijk nagebootst worden.

## Gebruik
De AN1x werd onder meer door Jean-Michel Jarre, Psyclon Nine, Nine Inch Nails, en de band Phish gebruikt in hun muziek. In Nederland werd de AN1x gebruikt door Gert Emmens.